# Paulius Galaunė
Paulius Galaunė (Ukmergė, 25 gennaio 1890 – Kaunas, 18 ottobre 1988) è stato uno storico dell'arte lituano.

## Carriera
Tra il 1910 e il 1913, Galaunė studiò presso l'Istituto di Psiconeurologia all'Università di San Pietroburgo. Studiò arte a San Pietroburgo e a Mosca. Nel 1914 lavorò presso il giornale Aušrinė. Al ritorno in Lituania nel 1918, ha lavorato al Museo Nazionale della Lituania fino al 1923, quando intraprese uno stage presso il Louvre per studiare museologia.
Nel 1924 è stato nominato direttore della Galleria MK Ciurlionis, carica che mantenne fino al 1949. Organizzò mostre d'arte popolare in Italia (1925), Francia (1927), Svezia, Norvegia e Danimarca (1931). Insegnò presso l'Università della Lituania (1925).

## Opere
Come artista, Galaunė creò la grafica, le copertine e illustrazioni di libri, copricapi, ex libris. Uno dei suoi più importanti lavori accademici, Lietuvių liaudies Menas (Lituano Folk Art), è stato pubblicato nel 1930, coautore con Justinas Vienožinskis, venne tradotto in francese e svedese. Un'altra pubblicazione importante è stato un'enciclopedia di sei volumi Menas Lietuvių liaudies (1956-1968). Galaunė preparò e pubblicò volumi di opere di pittura medievale (1926), intagliatori del legno lituano (1927), MK Ciurlionis (1927), Mečislovas Bulaka (1936), Adomas Galdikas (1969).
L'appartamento di Galaunė e di sua moglie, Adele Nezabitauskaitė , una cantante d'opera, è stato convertito in museo nel 1995 e contiene i suoi effetti personali e le sue opere.

## Morte
Morì il 18 ottobre 1988 a Kaunas. Fu sepolto nel cimitero di Petrašiūnai.